# Szwadron Huzarów Króla
Szwadron Huzarów Króla – oddział kawalerii armii koronnej wojska I Rzeczypospolitej.
Szwadron liczył 69 „głów”. Byli to: 1 major, 1 chorąży, 1 wachmistrz, 1 podchorąży, 2 kaprali, 1 dobosz, 2 trębaczy, 60 szeregowych.

## Dowódcy szwadronu
- mjr Jan Załuskowski
- mjr Jan Strzeżyński[2].